# Веселе (Адлерський район)
Веселе (рос. Весёлое) — селище в Адлерському районі Сочі Краснодарського краю.
Село розташоване на кордоні Росії з Грузією (Абхазією). Діє пункт пропуску на російсько-абхазькому кордоні «Псоу». В селі розташований Науково-дослідний інститут медичної приматології.